# Gámeza

Localização de Gameza no departamento de Boyacá.

Gameza é um municípioda província de Sugamuxi, departamento de Boyacá, na Colômbia.